# Isie (Beozia)
Isie (in greco antico: Ὑσιαί?, Hysiái) era una città della Beozia, nella Parasopia, ai piedi del versante settentrionale del monte Citerone sulla strada da Tebe ad Atene.

## Storia
Secondo la tradizione si trattava di una colonia di Iria, fondata da Nitteo, padre di Antiope. Erodoto scrive che sia Isie sia Enoe erano demi dell'Attica fino al 507 a.C., quando furono conquistate dai Beoti. Probabilmente, però, Isie apparteneva a Platea. Enoe venne ripresa dagli Ateniesi ma Isie, che si trovava al di là del monte Citerone, il confine naturale tra Attica e Beozia, continuò a rimanere beota.
La città è menzionata nella fase iniziale della battaglia di Platea, quando i Persiani posero il campo poco distante da essa. Nel I secolo d.C. Isie era in rovina e Pausania il Periegeta scrive che vi si trovavano un tempio incompiuto di Apollo e un pozzo sacro.
Nell'Ottocento il sito della città, posto poco lontano dalla grande strada ai piedi del monte, presentava una gran quantità di sassi nei campi, insieme ad alcune tracce di mura antiche e alla bocca di un pozzo o una cisterna riempita. Isie è menzionata anche da Euripide e Tucidide.